# Ambiente microgravitacional
O ambiente microgravitacional é um lugar onde ocorrem pesquisas em nível subatômico. Essas pesquisas estudam o graviton (partícula que transmite a força da gravidade) e as ondas de gravidade. Mais precisamente, é o estudo da gravidade ocorrido num local apropriado, mas não é só a gravidade estudada como também estudos biológicos.